# Коул, Лоури
Достопочтенный сэр Гэлбрейт Лоури Коул (1 мая 1772 — 4 октября 1842) был генералом англо-ирландской британской армии и политиком.

## Ранний период жизни
Коул был вторым сыном ирландского пэра, Уильяма Уиллоуби Коул, 1-го графа Эннискиллена (1 марта 1736 — 22 мая 1803) и Энн Лоури-Корри (ум. сентябрь 1802), дочери Гэлбрейта Лоури-Корри из Тирона и сестры Армара Лоури-Корри, 1-го графа Белмора.

## Армейская служба

### Начало карьеры. Мартиника, Египет, Мальта
31 марта 1787 года Коул был произведён в корнеты, 31 мая 1791 года в лейтенанты 5-го драгунской гвардии, 30 ноября 1792 года в капитаны 70-го полка и 31 октября 1793 года в майоры 86-го полка. Он собирался присоединиться к своему новому полку, когда узнал, что армия и флот под командованием сэра Джона Джервиса и сэра Чарльза Грея собирались напасть на Мартинику, и поступил к ним добровольцем, участвуя в первом бою 24 марта 1794 года. Затем он был направлен в личный штаб сэра Чарльза Грея в качестве адъютанта и присутствовал при подавлении восстаний в Гваделупе и Сент-Люсии, а 26 ноября 1794 года был произведён в подполковники полка Уорда, из которого он вскоре перешел в Колдстримскую гвардию. Затем Коул снова перешёл на штабную службу и работал заместителем генерал-адъютанта в Ирландии, адъютантом лорда Кархэмптона, главнокомандующего в Ирландии в 1797 году, и военным секретарем генерала лорда Хатчинсона в Египте. В 1798 году он вернулся в ирландской палате общин представителем Эннискиллена. 1 января 1801 года он был произведен в полковники и назначен командовать 27-й Эннискилленским полком, с которым была связана его семья, а в 1805 году принял командование на Мальте.

### Сицилия
С Мальты он отправился на Сицилию и командовал полком и гренадерским батальоном в качестве бригадного генерала; был заместителем главнокомандующего в битве при Майде 4 июля 1806 года. Хотя главная заслуга в этой победе принадлежит бригадному генералу Кемпту, командующему бригадой легкой пехоты на левом фланге, и полковнику Россу из 20-го полка, но, тем не менее, ошибка со стороны Коула поставила бы под угрозу достигнутый ими успех. 25 апреля 1808 года он был назначен генерал-майором и покинул Сицилию летом 1809 года из-за разногласий с главнокомандующим, сэром Джоном Стюартом.

### Пиренейские войны
Затем он попросил отправить его на пиренейскую войну, и в 1809 году по прибытии был направлен в 4-ю дивизию, в которую входили две английские бригады, фузилёрская бригада, состоящая из двух батальонов 7-го и 23-го фузилёрских полков, и других бригад из 27-го, 40-го и 48-го полков, а также португальской бригады генерала Харви. Это была знаменитая 4-я дивизия, которая вместе с 3-й и легкой пехотной дивизиями использовались Веллингтоном совместно как его три лучшие дивизии, и отсутствию которой он приписывал своё поражение в Бургосе. Коул обладал всеми качествами хорошего генерала дивизии, и хоть он и не был таким же военным гением, как Пиктон и Кроуфорд, но имел то преимущество, что был более послушным главнокомандующему, чем они.
В битве при Буссако 4-я дивизия находилась на крайнем левом фланге и вообще не вступала в бой, но в следующем году она должна была показать свою силу в Ла-Альбуэра. После того, как Массена был изгнан из Португалии, 2-я и 4-я дивизии отделились и отправились к югу от Тахо под командованием маршала Бересфорда, чтобы напасть на Бадахос. По дороге Коул получил задание захватить небольшую крепость Оливенса, которая сдалась ему 15 апреля 1811 года. Затем он помогал при первой осаде Бадахоса, и когда Бересфорд отправился на соединение с испанской армией Блейка и приготовился сражаться с Сультом, который шёл из Андалусии на освобождение Бадахоса, Коул прикрывал тыл и уничтожал осадные сооружения и стройматериалы.
В битве при Ла-Альбуэра 2-я дивизия попала в трудное положение, когда Сульт выиграл схватку на правом фланге Бересфорда; Напьер и другие историки, считаясь с авторитетом лорда Хардинга, считают, что Коул по приказам и совету Хардинга двинул вперёд свою фузилёрскую бригаду, которая спасла положение. Коул, однако, впоследствии заявил, и это не было опровергнуто (см. его «Письмо в журнал United Service Magazine», январь 1821 г.), что он отправил своего адъютанта капитана де Ровериа, Бересфорду, предлагая ему отдать приказ Лоури наступать, но капитан был смертельно ранен и не вернулся, и когда полковник Рук и полковник Хардинге посоветовали ему атаковать, он уже и сам решил это сделать. Нет никаких сомнений в том, что наступление фузилёров спасло положение, но ценой страшных потерь: один из трех полковников бригады, который исполнял обязанности бригадного генерала, сэр Майерс, был убит; двое других, Блейкни и Эллис, как и сам Коул были ранены.
Коул вернулся в свою дивизию в июле 1811 года, но оставил её снова в следующем декабре, чтобы занять свое место в палате общин, куда он был избран в 1803 году представителем округа Фермана. Таким образом, он пропустил осады Сьюдад-Родриго и Бадахоса, где сэр Чарльз Колвилл командовал 4-й дивизией, но присоединился к армии в июне 1812 года, чтобы присутствовать в великой битве при Саламанке в следующем месяце. В этом сражении дивизия Коула была размещена на крайнем левом фланге напротив холма под названием Арапилес, занятого французами, и поражение его португальской бригады под командованием Пака на мгновение поставило под сомнение исход битвы, пока холм не был захвачен 6-й дивизией под командованием генерал-майора Генри Клинтона; в этой атаке Коул получил сквозное ранение в тело. Однако вскоре он вернулся в свою дивизию в Мадриде, и когда отступление после Бургоса заставило генерала Хилла покинуть Мадрид, именно Коул прикрывал отступление.
Во время зимовки он приобрёл большую популярность, и превосходство его обедов подтверждается замечанием лорда Веллингтона новичку в лагере: «Коул дает лучшие обеды, Хилл — хорошие, мои так себе, а самые худшие у Бересфорда и Пиктона». Особого упоминания заслуживает один праздник в Сьюдад-Родриго, когда 5 марта 1813 года лорд Веллингтон наградил Коула орденом Бани. В битве при Витории 4-я дивизия действовала правей центра и не сыграла особой роли, хотя Коул упоминался в депеше. Однако в серии сражений, известных как битва при Пиренеях, 4-я дивизия сыграла очень большую роль, особенно в битве под Ронсесвальесом, когда его упорная борьба дала время лорду Веллингтону сосредоточиться на Сораурене. В битве при Нивеле 4-я дивизия под командованием Коула вместе с 7-й защищала редут Сарре. В битве при Ниве она находилась в резерве; в Ортезе заняла деревню Сен-Боэс, являвшейся ключевой позицией противника; а в Тулузе 4-я и 6-я дивизии под командованием Бересфорда захватили высоту Кальвинета и исправили ущерб, нанесенный бегством испанцев.

## Окончание службы
После заключения мира Коул не получил никаких наград, кроме португальского ордена Башни и Меча и Армейского золотого креста с четырьмя накладками; он также был переведен из 103-го в 70-го полк, а 4 июня 1813 года был повышен в звании до лейтенант-генерала. Это явное пренебрежение, особенно на фоне того, что многие за существенно меньшие заслуги получили звания пэров и баронетов, совершенно естественно и справедливо раздражало друзей Коула; равным образом был обойдён и сэр Томас Пиктон.
Во время короткого мирного периода в 1815 году Коул служил на севере Англии, с штаб-квартирой в Йорке.
Когда Наполеон сбежал с Эльбы, герцог Веллингтон сразу же позвал Коула, чтобы тот возглавил одну из его бельгийских дивизий, и тот приготовился присоединиться к герцогу после своего медового месяца. Но ещё до того, как этот медовый месяц начался (Коул женился 15 июня 1815 года), герцог Веллингтон одержал свою окончательную победу. 15 августа Коул вступил в оккупационную армию во Франции и командовал 2-й дивизией до того, как окончательно покинул Францию в ноябре 1818 года.

## Дальнейшая жизнь и смерть
В 1823 году Коул оставил свое место в Палате общин, в которой он провел двадцать лет, будучи назначенным губернатором Маврикия; он управлял Маврикием 12 июня 1823 по 17 июня 1828 года. После этого он был переведён в губернаторы Капской колонии, которой он управлял с равным успехом и популярностью до 1833 года. Затем он вернулся в Англию и обосновался в Хайфилд-парке, недалеко от Хартфорд-Бридж, Хэмпшир, рядом с поместьем Стратфилд-Сая своего друга герцога Веллингтона, где внезапно умер 4 октября 1842 года. Его тело было торжественно доставлено с воинскими почестями в Ирландию и похоронено в фамильном склепе в Эннискиллене.

## Память
Лоури Коул увековечен в Эннискиллене статуей, установленной на вершине колонны высотой 30 метров (98 футов) в парке Форт-Хилл, выполненной ирландским скульптором Теренсом Фарреллом.
В честь Коула назван город Коулсберг в ЮАР, а также перевал сэра Лоури возле Кейптауна.

## Семья
Коул женился 15 июня 1815 года на Фрэнсис Харрис (ум. 1 ноября 1847 года), второй дочери Джеймса Харриса, 1-го графа Малмсбери, в честь которого назван город Малмсбери в ЮАР, и его жены Гарриет Мэри. Фрэнсис Коул была известным филантропом и старалась, чтобы цветные дети ЮАР учились полезным профессиям. У них было семеро детей:
- Артур Лоури Коул, полковник 17-го полка, C.B., рыцарь Меджидие, командующий 17-м полком в Крымской войне (24 августа 1817 — 30 марта 1885)
- Уильям Уиллоуби Коул, капитан 27-го полка (17 ноября 1819 — 4 апреля 1863)
- Джеймс Генри Коул (15 декабря 1821 — ?)
- Флоренс Мария Джорджиана Коул (4 июня 1816 — ?)
- Луиза Кэтрин Коул (16 августа 1818 — 14 октября 1878)
- Фрэнсис Мария Фредерика Коул (9 апреля 1824 — ?)
- Генриетта Анна Полина Коул (6 октября 1826 — ?)

Его старший брат Джон Уиллоби Коул (23 марта 1768 — 31 марта 1840) был женат на Шарлотте Пейджет (ум. 26 января 1817), дочери Генри Бэйли Пейджета, 1-го графа Аксбриджа.
Его сестры:
- Сара Коул (ум. 14 марта 1833), замужем (1790) за Оуэном Винном
- Элизабет Энн Коул (ум. 1807), замужем (1788 г.) за полковником Ричардом Магенисом (ум. 6 марта 1831)
- Флоренс Коул (ум. 1 марта 1862), замужем (1797 г.) за Блейни Таунли Бэлфуром из Таунли-Холла, Дрогеда, Лаут (умер 22 декабря 1856)
- Генриетта Фрэнсис Коул (22 июня 1784 — 2 июля 1848), замужем (20 июля 1805 года) за Томасом Филипом Робинсоном, 2-м графом де Грей (8 декабря 1781 — 14 ноября 1859)